# Lage (Bentheimi járás)
Lage község Németországban, Alsó-Szászországban, Grafschaft Bentheim járásban. Lakosainak száma 1052 fő (2023. december 31.).